# 菅原暉
菅原 暉（すがわら てる、1998年5月27日 - ）は、日本の男子プロバスケットボール選手である。ポジションはポイントガード。岩手県出身。B.LEAGUEの秋田ノーザンハピネッツ所属。

## 来歴
土浦日大高校から筑波大学に進み、3年次にはインカレ優勝、4年時には主将を務めインカレ準優勝に導く。
2020年には横浜ビー・コルセアーズ、2021年には群馬クレインサンダーズにそれぞれ特別指定選手として加入。
2021年、群馬クレインサンダーズと正式契約。
2025年、秋田ノーザンハピネッツに移籍。